# Rampušák
Rampušák je horský duch, vládce a ochránce Orlických hor, obdoba Krakonoše v Krkonoších. Rampušák je odpovědný za počasí, je patronem sportovců a Horské služby a vládne nad horami v zimě, zatímco v létě přebírá vládu princezna Kačenka, která chrání přírodu a má blíže k dětem, k nimž promlouvá hlavně v pohádkách. 

## Historie a současnost
Postava Rampušáka byla vymyšlena Jiřím Dvořákem, redaktorem Československého rozhlasu a časopisu Turista, v roce 1962 pro rozhlasový pořad o Orlických horách v cyklu Kam na dovolenou (Rampušáka tehdy namluvil  herec Josef Beyvl). Pro pojmenování vládce Orlických hor použil Dvořák jméno vísky Rampuše, horské vsi známé z románu rychnovského rodáka Karla Poláčka Bylo nás pět. Postava Rampušáka však nezapadla a v roce 1965 byla použita při ukončení zimní sezóny v Deštném v Orlických horách – od té doby Rampušák pravidelně při deštenských zimních slavnostech v polovině března předává vládu nad horami Kačence. Restaurace v Orlických horách začaly vařit různá „rampušácká“ jídla, případně nápoje. Pivovar Dobruška vaří od roku 1969 pivo Rampušák. Rampušákovo jméno bylo rovněž dáno reliéfnímu portrétu lesního muže (umístěnému v jídelně Masarykovy chaty na Šerlichu), který je od roku 1970 na oblastním turistickém odznaku. Do roku 2017 byl pořádán cyklistický maraton Rampušák ve Štítech u Šumperka, jednalo se o závody s více než 20letou tradicí. Po Rampušákovi byly pojmenovány i některé hospody a penziony (např. v Olešnici v Orlických horách, Orlickém Záhoří a v Rokytnici v Orlických horách).